# Zecharija Gloska
Zecharija Gloska (hebrejsky זכריה גלוסקא‎, žil 1894 – 19. září 1960) byl izraelský politik a poslanec Knesetu za stranu Jemenitské sdružení.

## Biografie
Narodil se v Jemenu. V roce 1909 přesídlil do dnešního Izraele. Jeho rodina se usadila ve čtvrti Tel Avivu Neve Cedek. Absolvoval židovskou základní školu typu cheder. Pracoval jako zemědělský dělník v sadech u Petach Tikva.

## Politická dráha
V roce 1911 se zapojil do činnosti sionistického hnutí ha-Po'el ha-ca'ir. Byl členem odborové organizace Histadrut. Ve 20. letech 20. století zasedal v parlamentním sboru Asifat ha-nivcharim. Za Jemenitskou asociaci byl emisarem v Egyptě a v USA. Roku 1949 se vrátil do Izraele.
V izraelském parlamentu zasedl po volbách v roce 1949, kdy kandidoval za Jemenitské sdružení. Byl členem parlamentního výboru práce a výboru House Committee.